# Svetlana Kryuchkova
Svetlana Kryuchkova (21 de fevereiro de 1985) é um jogadora de voleibol russa.
Com 1,74 m de altura, Kryuchkova é capaz de atingir 2,9 m no ataque e 2,86 m quando bloqueia.

## Carreira
Svetlana Kryuchkova é bicampeã mundial com a seleção de seu país. Venceu o  Campeonato Mundial de Voleibol Feminino de 2006, em que foi eleita a melhor líbero e o Campeonato Mundial de Voleibol Feminino de 2010 ambos disputados no Japão.

## Títulos
- Campeonato Mundial de 2006 - Eleita a melhor líbero da competição.
- Campeonato Mundial de 2010